# 수피령
수피령(水皮嶺)은 철원군 근남면과 화천군을 잇는 국도 제56호선의 고개이다. 